# ディパット
ディパット(ギリシャ語: διπάτ, ラテン文字転写: Dipat)は、ポントス人の伝統的な踊りのホロンの一つであり、イアヴァストン(ギリシャ語: γιαβαστόν, ラテン文字転写: Giavaston)とも呼ばれる。言葉の意味は「二重のステップ」を意味し、そのステップに由来する。
また、類似の踊りがトルコ語で ikiayak horon とも呼ばれ、カルス地域では、(ギリシャ語: Διπλόν Ομάλ, ラテン文字転写: Diplon Omal)（「二重のオマル (民族舞踊)」の意)とも呼ばれている。
黒海沿岸の現在のトルコ北部であるポントス地方が起源で、９/８のリズムで踊る。
Σι Τρίχας το γεφύριν や Ακρίτας といった歌と踊られることが多い。.

## 関連リンク
- Dipat, 踊りのテキスト, 2019年01月17日閲覧